# ماي غوتو
ماي غوتو (باليابانية: 後藤麻衣؛ بالكانا: ごとう まい) هي مؤدية صوت يابانية، ولدت في 22 أغسطس 1982 في هوكايدو في اليابان.

## أدوارها في الأنمي
- سوبر سونيكو - سوزو فوجيمي

## وصلات خارجية
- ماي غوتو على موقع IMDb (الإنجليزية)
- ماي غوتو على موقع ميوزك برينز (الإنجليزية)
- ماي غوتو على موقع قاعدة بيانات الفيلم (الإنجليزية)
- ماي غوتو على موقع ANN person (الإنجليزية)